# 小行星8144
小行星8144（英語：8144 Hiragagennai）是一颗围绕太阳公转的小行星。1982年11月14日，香西洋树、古川麒一郎在木曾町发现了此天体。
这颗小行星的绝对星等为349.33821等。